# 돈다정 (오사카부)
돈다정(일본어: 富田町)은 일본 오사카부 미시마군에 설치되었던 정이다. 현재의 다카쓰키시에 해당한다.